# Rudolf Atamalyan
Rudolf Atamalyan (en armenio: Ռուդոլֆ Սերգեյի Աթամալյան; en ruso: Рудольф Серге́евич Атамалян; Bakú, RSS de Azerbaiyán; 5 de julio de 1946 – 26 de marzo de 2023) fue un futbolista y entrenador de fútbol de Azerbaiyán que jugó en la posición de delantero.

## Carrera

### Jugador
| Periodo   | Club                   | Apariciones | Goles |
| --------- | ---------------------- | ----------- | ----- |
| 1965      | FC Polad Sumgait       | 28          | 7     |
| 1966      | FC Neftyanik Baku      | 0           | 0     |
| 1966-1967 | FC Ararat Yerevan      | 16          | 2     |
| 1968-1972 | FC Lokomotiv Moscow    | 100         | 30    |
| 1972      | FC Uralmash Sverdlovsk | 12          | 2     |
| 1973–1974 | FC Nistru Chişinău     | 41          | 14    |
| 1975-1976 | FC Neftyanik Tyumen    | 64          | 17    |

### Entrenador
| Periodo   | Club              |
| --------- | ----------------- |
| 1988–1991 | FC Geolog Tyumen  |
| 1994–1997 | FC Irtysh Tobolsk |
| 2000      | FC Tyumen         |